# برینکلو
برینکلو (به انگلیسی: Brinklow) یک روستا و محله مدنی در بریتانیا است که در Rugby واقع شده‌است. برینکلو ۱٬۱۰۱ نفر جمعیت دارد.